# Richard Waddington

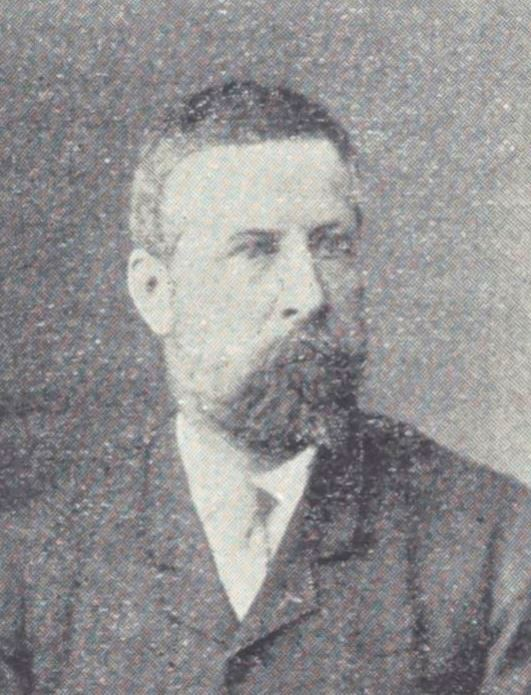
Richard Waddington.

Richard Waddington, född den 22 maj 1838 i Rouen, död den 26 juni 1913 i Saint-Léger-du-Bourg-Denis, var en fransk politiker, bror till William Henry Waddington och kusin till Charles Waddington.
Waddington var ursprungligen ägare av ett stort bomullsspinneri. Han var 1876–89 ledamot av deputeradekammaren och utnämndes 1891 till senator. Han författade bland annat Louis XV et le renversement des alliances 1754-1756 (1896) och La guerre de Sept ans (5 band, 1899-1914). 